# 放鬆技巧
放松技巧或放松技术（英語：relaxation technique），或放松训练（英語：relaxation training），是帮助人緩解身心紧绷或兴奋的方法、过程、程序或活动，以达到較為平静的状态，或是减轻疼痛、焦虑、压力或愤怒的程度。放松技巧通常被用作更广泛的压力管理计划的一个要素，可以减少肌肉紧张、降低血压、减慢心率和呼吸频率（配合腹式呼吸），并促进其他健康益处。
人门应对压力的方式有所不同，例如变得不知所措、沮喪或两者兼而有之。 深呼吸的过程有助于压力过大的人平靜下來，瑜伽、气功、太极和调息（Pranayama，指专注于呼吸的瑜伽练习）都包含深度呼吸。有节奏的运动可以改善抑郁症患者的身心健康。 同時遇到压力过大和抑郁症的人，潜在症状为在某些方面感到沮喪，在其他方面感到過度兴奋，通过步行或练习专注于力量的瑜伽技巧有助于改善症状。
身体放松与宁静、满足的幸福体验密切相关。放松方式是一种心理治疗中的治疗方法，通常用于改善心理卫生（mental health）。
放松过程的练习有仪式化的设置，其中有固定的练习阶段的一定持续时间的练习，一定的身体姿势，主要是坐着或躺着，以及对某些想法或感觉的专注。